# Гірничохімічний комбінат Умм-Вуаль
Гірничохімічний комбінат Умм-Вуаль (Umm Wu'al) — підприємство гірничохімічної промисловості на півночі Саудівської Аравії.
Комбінат ввели в дію у 2017 році для розробки родовища фосфоритів Умм-Вуаль, ресурси якого оцінюються у понад 0,5 млрд тонн з середнім вмістом пентаоксиду фосфору на рівні 19,35 %.
Комбінат може щорічно вилучати з кар'єру 13,5 млн тонн породи, 70 % якої потрапляють на збагачувальну фабрику пропускною здатністю 1800 тонн на годину. Рудний концентрат далі обробляють сульфатною кислотою на трьох лініях з випуску фосфорної кислоти загальною потужністю 1,5 млн тонн на рік (добова продуктивність кожної лінії становить 1,62 тисячі тонн).
Сульфатна кислота продукується самим комбінатом за допомогою так само трьох ліній продуктивністю по 5 тисяч тон на добу. Технологія передбачає спалювання сірки, що дозволяє за рахунок утилізації тепла живити власну ТЕЦ.
Хоча основним продуктом комбінату є фосфорна кислота, тут також продукують значні обсяги монокальцій фосфату, дикальцій фосфату та трифосфату натрію, з яких 100 тисяч тонн можуть використовуватись у харчовій промисловості, 250 тисяч тонн призначені для кормів для тварин, а 90 тисяч тонн мають якість, достатню для промислового застосування.
Проєкт реалізували через Ma'aden Wa'ad Al Shamal Phosphate Company (MWSPC), учасниками якої виступили державна гірничовидобувна компанія Ma'aden (60 %), американський виробник добрив Mosaic (25 %) та саудійська нафтохімічна корпорація SABIC (15 %). При цьому  Ma'aden та SABIC раніше вже запустили гірничозбагачувальний комбінат Джаламід, спорудження якого передбачало прокладання протяжної залізничної лінії Північ — Південь (North-South Railway, NSR). Зазначену залізницю подовжили на 135 км до Умм-Вуаль, де вона відіграє ключову роль у логістиці комбінату. Саме цим видом транспорту доправляють необхідну для виробництва сульфатної кислоти мелену сірку, яку продукують розташовані на східному узбережжі газопереробні заводи Беррі, Васіт та Хурсанія, а також здійснюють вивезення фосфорної кислоти до комплексу з виробництва добрив у Рас-аль-Хейр.
Необхідний для роботи комбінату природний газ надходить з місцевих родовищ по трубопроводу System A/B – Ваад-ал-Шамаль.